# Sports.tj
Sports.tj Media (www.sports.tj)  — азиатская медиакомпания, базирующаяся в Душанбе. Спортивное информационно-аналитическое агентство Sports.tj / Спортс.тч (тадж. варзиш) — общедоступное издание. Существует с 3 августа 2001 года. Создано на базе старейшего в современной истории Таджикистана периодического спортивного СМИ — еженедельной газеты «Варзиш-Спорт».

## История
Газета
Слово «варзиш» в переводе с таджикского языка на русский означает «спорт».  Газета «Варзиш-Спорт» — исторически первое спортивное медиа в Таджикистане после обретения страной независимости. Самое важное значимость данного медиа это то, что «Варзиш-Спорт» — первое спортивное СМИ в стране, созданное в 2001 году. На правах ведущего спортивного медиа многократно принимала участие в конкурсе Звезда" «СЭ». Газета и сама первой в стране неоднократно организовывала конкурсы и награждения лучших спортсменов и футболистов.
Важное значение занимает то, что с 3 августа 2001 года издание еженедельно выпускается в стране и имеет своих массовых поклонников по сей день. Газета - поставщик спортивных новостей уже 19 лет, тесно сотрудничает с рядом организаций, комитетов и компаний.  Многие источники активно используют на своих ресурсах спортивный контент этого медиа. Творческое руководство не раз признавалось лучшим по оценкам престижных организаций, издание имеет награды.
Добавим, что в августе 2021 года «Варзиш-Спорту» — 20 лет! В апреле 2018 года издание полностью поменяло своих руководителей и учредителей. Благодаря новому руководству, опыту и мастерству учредителя была создана новая команда, а это — новые цели и задачи.
«Варзиш-Спорт» провел изменения в ряде своих структур и отделах, взял курс на более широкое развитие и популяризацию, широкую пропаганду спорта и здорового образа жизни в стране.
Портал
На базе «Варзиш-Спорта» было создано Спортивное информационно-аналитическое агентство SPORTS.tj. Надо отметить, что SPORTS.tj был создан «Варзиш-Спортом» ещё в 2004 году, но находился в запущенном состоянии. Вторую жизнь получил 2 июля 2020 года.
Полностью проведя ребрендинг и модернизацию, сменив прежних руководителей, SPORTS.tj предстал в новом облике и дизайне. Сегодня Спортивное информационно-аналитическое агентство SPORTS.tj — спортивный портал, освещающий спорт в мире. Агентство Sports.tj отделилось от газеты «Варзиш-Спорт», но став при этом полноправным преемником издания и, таким образом, официальным спортивным онлайн-медиа — 1-м спортивным СМИ в Таджикистане, издающемся с 2001 года — Sportsnews Since 2001.
Основные использующиеся языки - русский и таджикский.

## Слоган
SPORTS.tj: Весь спорт — здесь!

## В соцсетях
Sports.tj — в Instagram, Facebook, Telegram